# Вашківці (пункт контролю)
48°24′21″ пн. ш. 27°7′37″ сх. д. / 48.40583° пн. ш. 27.12694° сх. д.
Ва́шківці — пункт пропуску через державний кордон України на кордоні з Молдовою. Через пропускний пункт здійснюється автомобільний вид пропуску.
Розташований у Чернівецькій області, Сокирянський район, поблизу села Вашківці, на автошляху місцевого значення. З молдавського боку розташований пункт пропуску «Ґріманкауць», Бричанський район на шляху до Бричан.
Вид пункту пропуску — автомобільний. Статус пункту пропуску — міждержавний.
Характер перевезень — пасажирський, вантажний.
Окрім радіологічного, митного та прикордонного контролю, автомобільний пункт пропуску «Кельменці» може здійснювати фітосанітарний та екологічний контроль.
Пункт пропуску «Вашківці» входить до складу митного посту «Кельменці» Чернівецької обласної митниці. Код пункту пропуску — 40803 11 00 (21).